# サンウッド三田パークサイドタワー

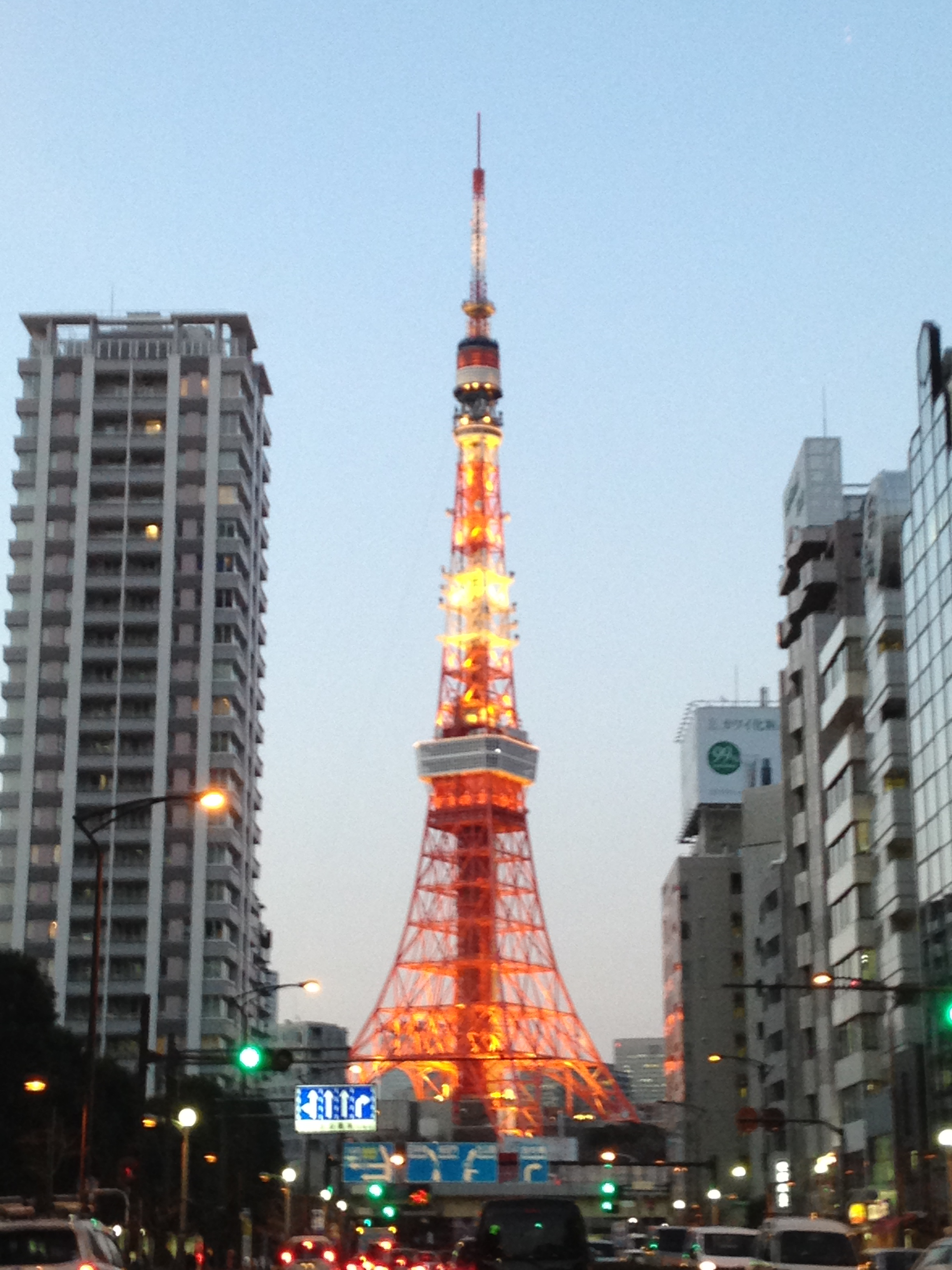
東京タワーとサンウッド三田パークサイドタワー

サンウッド三田パークサイドタワー（サンウッドみたパークサイドタワー、Sunwood Mita Parkside Tower）は、東京都港区三田にある超高層マンション。

## 概要
2005年（平成17年）11月に竣工し、森ビルの子会社である株式会社サンウッドによって分譲された。全戸が角部屋となっている。北側は首都高速道路と渋谷川、東側は国道1号が走り、南側は東京都済生会中央病院に面している。敷地面積は948.62平方メートルであり、超高層マンションとしては珍しいペンシルビルであり、国内の超高層マンションで最も敷地面積の狭いものとなっている。類似する敷地面積のものとしてパークコート乃木坂 ザ タワー（1,128.30平方メートル）が挙げられる。

## データ

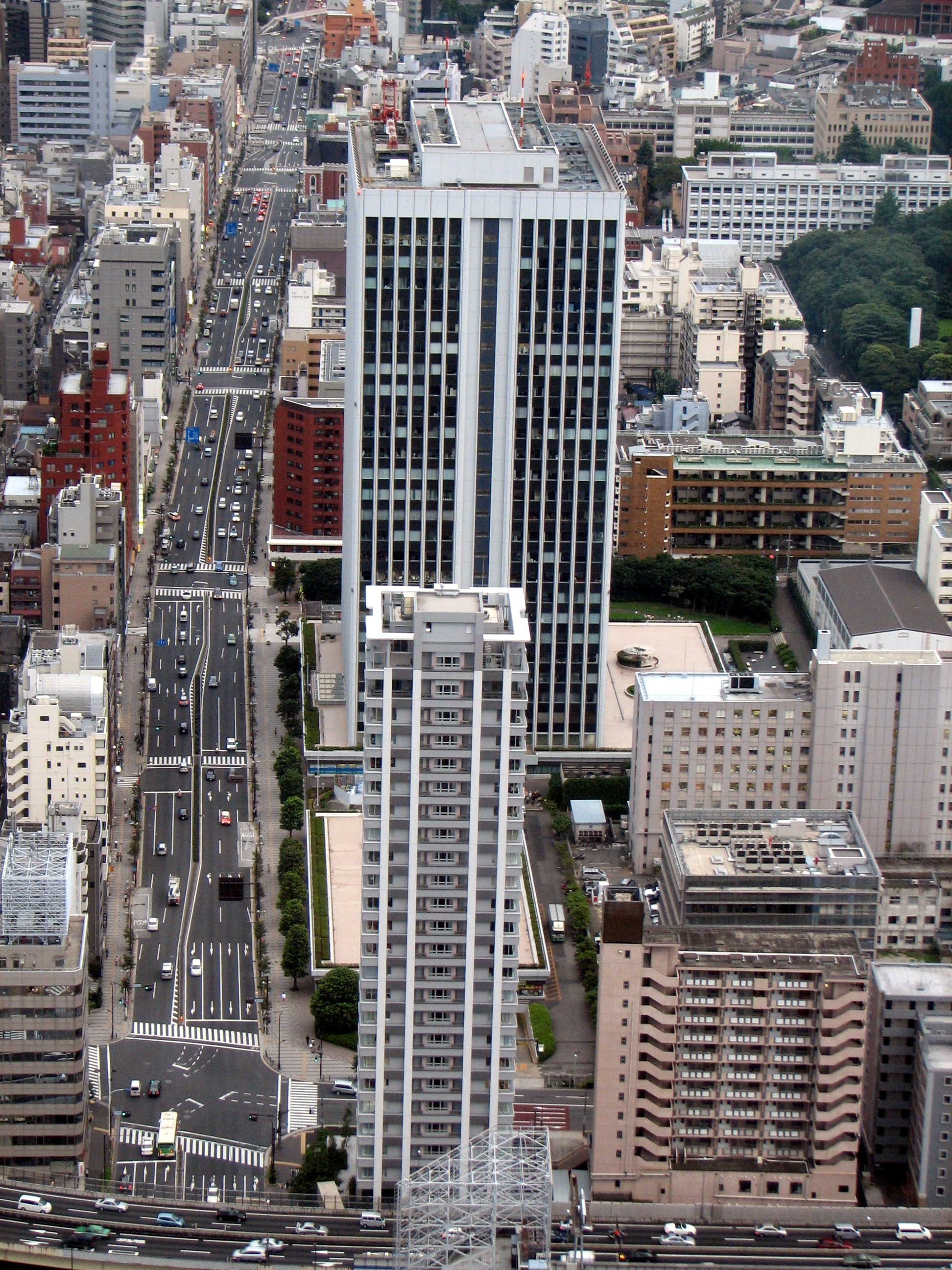
東京タワーから見たサンウッド三田パークサイドタワー

建物は地上25階・地下1階の鉄筋コンクリート構造（一部鉄骨構造）で、清水建設が施工した。

## アクセス
- 都営地下鉄大江戸線 赤羽橋駅 徒歩1分

## 周辺
- 東京タワー
- 芝公園
- 東京プリンスホテル
- 増上寺